# Ненецкая телерадиовещательная компания
Не́нецкая телерадиовеща́тельная компа́ния — вещательная организация Ненецкого автономного округа. Действует в форме государственного бюджетного учреждения.
Создана 26 декабря 2006 года. Находится в Нарьян-Маре по адресу улица Ленина, д. 25А.
В состав Ненецкой ТРК входят телеканал «Север» и радио «Север FM».

## История

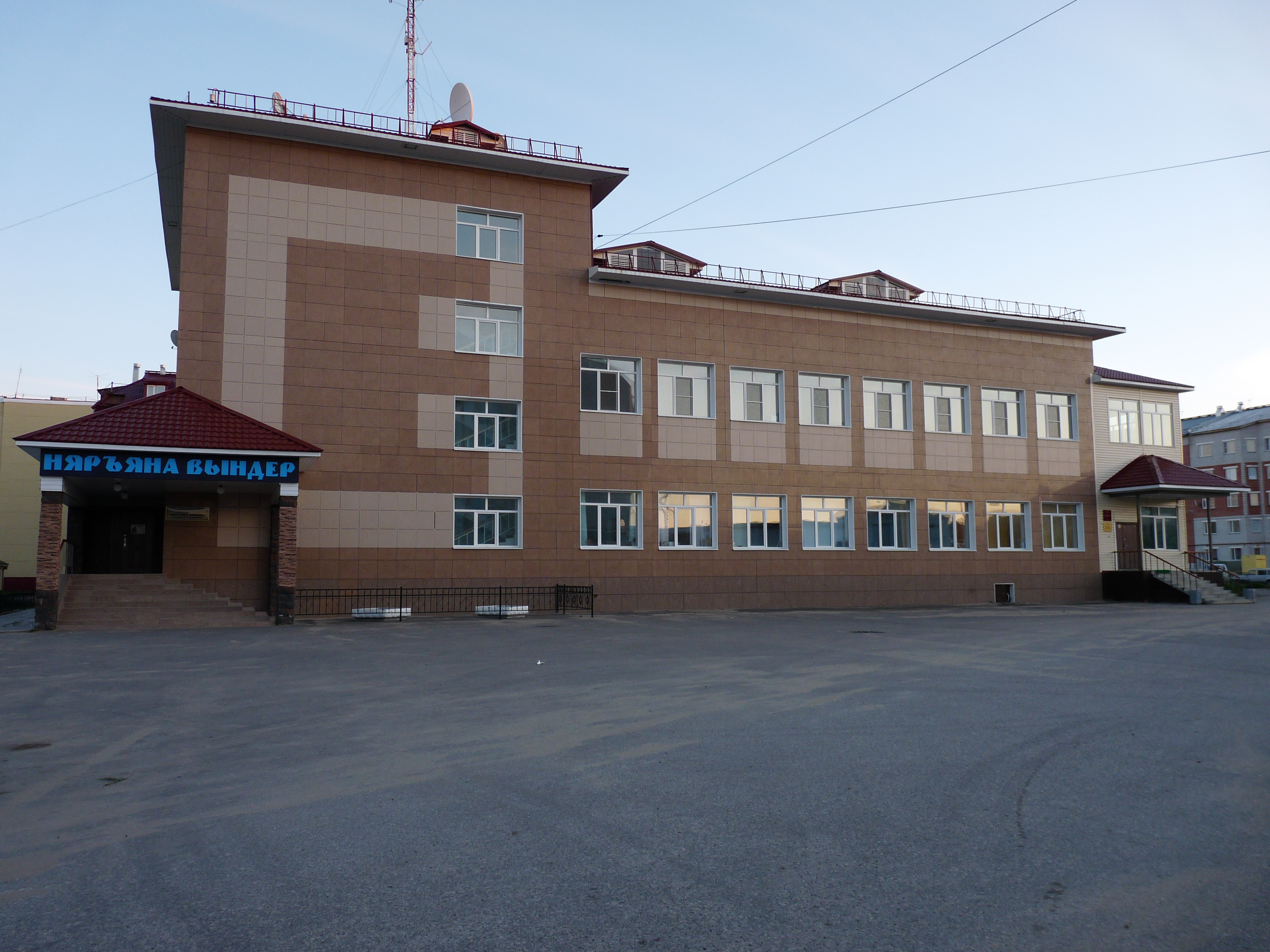
Здание в котором расположена Ненецкая ТРК и газета Няръяна вындер (2010)

С 2000 по 2006 год в Ненецком автономном округе работала телерадиокомпания «Нарьян-Мар» финансировавшейся компанией «Лукойл». 19 июля 2006 года вышел последний выпуск новостей телерадиокомпании, из неё был уволен весь творческий коллектив — 13 сотрудников: журналисты, монтажёры и операторы. Последним генеральным директором ТРК «Нарьян-Мар» был Александр Кожевин. После закрытия ТРК «Нарьян-Мар» Ненецкий АО остался без собственного регионального телевизионного и радиовещания.
В этих условиях было принято решение о создании собственной окружной телерадиокомпании. В 2007 году на создание новой телерадиокомпании было выделено 34,6 млн рублей. В том же году началась реконструкция помещений бывшей типографии под размещение ТРК. Её учредителями стали администрация и Собрание депутатов НАО. 2 мая 2007 года Беломорское управление Росохранкультуры выдало свидетельство о регистрации Ненецкой ТРК в качестве средства массовой информации. Первым директором новой ТРК стал Александр Кожевин. Телевизионное и радиовещание Ненецкой ТРК началось в 2008 году.

## Телевидение
Телеканал «Север» — Это современный, молодой, динамично развивающийся региональный телеканал, не имеющий конкуренции в Ненецком округе. Он уже занял ведущую позицию в информационном вещании региона, в трансляции крупнейших мероприятий округа, в производстве программ и документальных фильмов. Телеканал начал своё вещание 10 декабря 2014 года. Круглосуточное вещание ведётся в составе пакета оператора спутникового телевидения Триколор ТВ, в кабельной сети Нарьян-Мара — ТСКом, а также в интернете через сайт Ненецкой ТРК и провайдеров SPB TV и Vintera TV. Является сетевым партнёром телеканала ОТР (по будням с 07:00 до 08:00 и с 18:00 до 19:00).
До 13 августа 2012 года начала спутникового вещания телеканал назывался «Нарьян-Мар-ТВ». Ранее канал выходил в эфир в региональных вставках на телеканале «Звезда» на 40 ТВК (зона покрытия: Нарьян-Мар и близлежащие населённые пункты Ненецкого автономного округа) и на телеканале «Россия 2» (зона покрытия: все остальные населённые пункты Ненецкого автономного округа).
Решением Федеральной конкурсной комиссии по телерадиовещанию от 15 февраля 2017 года телеканал выбран обязательным общедоступным региональным телеканалом («21-я кнопка») Ненецкого автономного округа.
С 1 сентября 2020 года программы телерадиокомпания Север станут доступны всем пользователям цифрового телевидения в Ненецкого автономного округа. Вещание будет осуществляться ежедневно с 07:00 до 08:00 и с 18:00 до 19:00 в рамках «ОТР» (9-й канал первого мультиплекса).

## Телепередачи
- «Новости Севера» — новости Ненецкого автономного округа
- «Актуальное интервью» — интервью с первыми лицами региона, компетентными специалистами, руководителями и другими интересными людьми.
- «Сей' Юн» — культурные события и творческие люди Ненецкого округа.
- «Социнфо» — новости социальной сферы за прошедшую неделю.
- «Программа 112» — информационно-правовая программа, отражающая самую достоверную информацию о происшествиях, несчастных случаях и других событиях, произошедших на территории Ненецкого округа.
- «Закаленные Севером» — цикл передач о ветеранах геологии и заслуженных работниках нефтяных и газовых отраслей.
- «Законодатели» — программа о работе депутатского корпуса Собрания депутатов Ненецкого автономного округа.
- «Русская Арктика»

## Радио

### Радио Нарьян-Мар FM
Радиостанция «Север FM» впервые вышла в эфир 20 декабря 2008 года на частоте 102,5 Мгц. Сетевой партнёр — Дорожное радио. Передатчики радио Нарьян-Мар FM установлены в четырёх населённых пунктах Ненецкого АО: Нарьян-Маре, Великовисочном, Нельмином-Носе и Оксино. С 2009 года, по 2014 год велось вещание в 16 других населённых пунктах Ненецкого АО совместно с сетевым партнёром Радио России на частоте 102,0 Мгц, (затем на этой частоте началось круглосуточное вещание радио Север FM). Вещание радиостанции прекращено 1 апреля 2017 года в связи с началом полноформатного вещания радио «Север FM».

### Север FM
Радио «Север FM» — информационно-музыкальное радио Ненецкого автономного округа. Вещает с 2014 года, круглосуточно в большинстве населённых пунктов региона (кроме Нарьян-Мара, Оксино, Нелмин-Носа, Харьягинского и Великовисочного) на частоте 102.0 Мгц. Вещание в Нарьян-Маре началось 1 апреля 2017 года (на частоте 103,5 Мгц. On-line-трансляция ведётся на сайте Ненецкой ТРК.

## Достижения
Документальный фильм Ненецкой ТРК «В условиях военного времени», режиссёр Марии Кравченко, занял первое место в номинации «Нация победителей: 70 лет Победы в Великой Отечественной войне», на Всероссийском конкурсе «Смиротворец-2015». В 2010 году на том же конкурсе Ненецкая ТРК получила гран-при за фильм «Путь подвига», посвящённый оленно-транспортным батальонам времён Великой Отечественной войны.